# András Balczó
András Balczó (* 16. srpna 1938, Kondoros) je bývalý maďarský reprezentant v moderním pětiboji, člen klubu Csepel SC.
Jeho silnými disciplínami byly běh a plavání. V letech 1963-1969 se stal pětkrát v řadě individuálním mistrem světa (v olympijských letech se MS nekonalo). Na olympiádě byl členem vítězného týmu v letech 1960 a 1968, v závodě jednotlivců byl v roce 1960 čtvrtý a v roce 1968 druhý, olympijského vítězství se dočkal až na závěr své kariéry v Mnichově 1972. V letech 1966, 1969 a 1972 byl zvolen maďarským sportovcem roku.